# Tolpia knudlarseni
Tolpia knudlarseni là một loài bướm đêm thuộc họ Erebidae. Nó được tìm thấy ở miền bắc Sumatra.
Sải cánh dài 14–16 mm. Cánh sau màu nâu và phía dưới nâu đồng nhất.